# الجامع الكبير (عقرة)

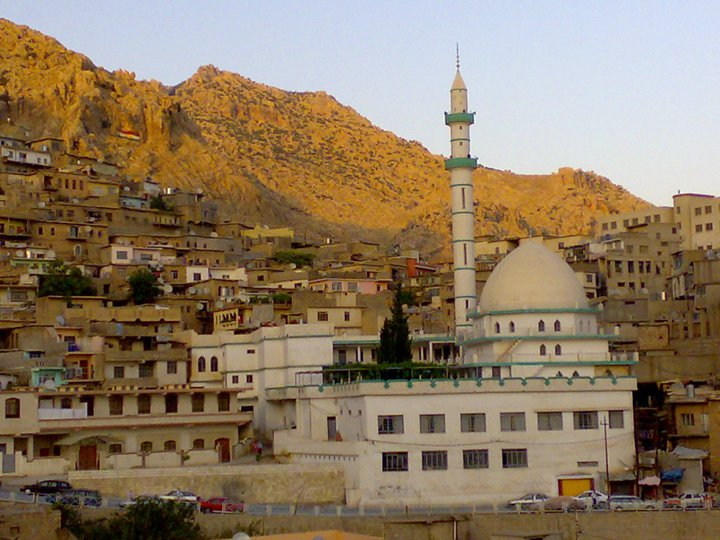
الجامع الكبير في عقرة

الجامع الكبير في عقرة هو من مساجد العراق القديمة التاريخية في محافظة دهوك والتي بنيت بعد فتح العراق وانتشار الإسلام، وشيد وبني في عهد الخليفة عمر بن الخطاب سنة 20 هـ، وبنيت مدرسة دينية قرب الجامع فيما بعد، وتبلغ مساحة الجامع أكثر من 3000م2، وجرى تعميرهُ وترميمهُ عدة مرات كان آخرها في عام 1384هـ/1965م، بأشراف من وزارة الأوقاف العراقية، وبمساعدة أهالي عقرة، ومن أشهر العلماء الذين تولوا منصب الإمامة والخطابة في الجامع الشيخ إبراهيم بن الحاج محمد رشكه.
وفي الوقت الحالي يحوي الجامع مدرسة دينية رسمية يديرها السيد منيب أحمد الإمام وبجوارها معهد للعلوم الإسلامية يمنح شهادة دبلوم، ويديرهُ الشيخ عبد الله أحمد محمد الإمام، ولجامع عقرة شهرة عالمية حيث يزورهُ الكثير من العلماء وطلاب العلم، بالإضافة لأنه رمز حضاري قديم يعود تاريخه إلى أكثر من أربعة عشر قرناً من الزمان.
وتقام فيه حالياً صلاة الجمعة وصلاة العيدين والصلوات الخمس.